# 小面新梅花介
小面新梅花介（学名：Neocytheretta faceta）为新梅花介科新梅花介屬下的一个种。